# Beirut (hudební skupina)
Beirut je americká hudební skupina, která byla původně sólovým hudebním projektem rodáka ze Santa Fe Zacha Condona. Beirut kombinuje prvky indie rocku a world music. První vystoupení skupiny bylo v New Yorku v květnu 2006 na podporu jejího debutového alba Gulag Orkestar.
Condon pojmenoval skupinu po hlavním městě Libanonu, kvůli historii konfliktů ve městě a jako místa, kde se střetávají kultury. Beirut vystoupil v Libanonu poprvé v roce 2014 na mezinárodním festivalu v Byblos.

## Diskografie

### Studiová alba
- Gulag Orkestar (2006)
- The Flying Club Cup (2007)
- The Rip Tide (2011)
- No No No (2015)
- Gallipoli (2019)
- Hadsel (2023)
- A Study of Losses (2025)